# Brussels Airlines
Brussels Airlines este o companie aeriană belgiană, cu sediul la Bruxelles și cu baza operativă la Aeroportul Bruxelles-Zaventem. Brussels Airlines este o companie ce aparține de Deutsche Lufthansa AG și care este membră a alianței aeriene Star Alliance.